# Jason Batty
Jason Batty (ur. 23 marca 1971 w Auckland) – były nowozelandzki piłkarz, grający na pozycji bramkarza.

## Kariera klubowa
Jason Batty rozpoczął karierę w 1989 roku w prowincjonalnym angielskim klubie Wroxham F.C. W 1994 roku powrócił do ojczyzny do North Shore United, z którym zdobył mistrzostwo New Zealand National Soccer League. Potem występował w irlandzkim Bohemians Dublin, singapurskim Geylang United czy angielskich Grimsby Town i Scunthorpe United.
Karierę zakończył w Caversham AFC w 2003 roku.

## Kariera reprezentacyjna
W reprezentacji Nowej Zelandii Batty zadebiutował 21 lutego 1995 w wygranym 3-0 meczu z Singapurem. W 1995 roku wystąpił w Pucharze Narodów Oceanii 1996. Wystąpił w obu meczach z Australią. W 1997 roku uczestniczył w eliminacjach Mistrzostw Świata 1998. W 1998 roku wystąpił w Pucharze Narodów Oceanii, który Nowa Zelandia wygrała. Batty wystąpił we wszystkich czterech meczach z Tahiti, Vanuatu, Fidżi i Australią.
W 1999 roku wystąpił w Pucharze Konfederacji, na którym Nowa Zelandia odpadła w fazie grupowej. Na turnieju w Meksyku wystąpił we wszystkich trzech meczach z USA, Niemcami i Brazylią. W 2000 roku po raz trzeci wystąpił w Pucharze Narodów Oceanii, na którym Nowa Zelandia zajęła drugie miejsce. Batty wystąpił we wszystkich czterech meczach z Tahiti, Vanuatu, Wyspami Salomona i Australią. W 2001 roku uczestniczył w eliminacjach Mistrzostw Świata 2002.
W 2002 roku po raz ostatni wystąpił w Pucharze Narodów Oceanii, który Nowa Zelandia wygrała. Batty wystąpił we wszystkich czterech meczach z Tahiti, Wyspami Salomona, Vanuatu i Australią. W 2003 roku wystąpił w Pucharze Konfederacji, na którym Nowa Zelandia odpadła w fazie grupowej. Na turnieju we Francji był rezerwowym i nie wystąpił w żadnym meczu. Ostatni raz w reprezentacji wystąpił 27 maja 2003 w zremisowanym 1-1 towarzyskim meczu ze Szkocją. Ogółem w latach 1995–2003 w reprezentacji wystąpił w barwach w 47 meczach.